# Gonzalo Garrido
Gonzalo Garrido (Concepción, Región del Biobío, 2 de septiembre de 1973) es un ciclista chileno.
Este ciclista ganó la Vuelta Ciclista a Chile 2011, la Vuelta a Chihuahua de 2011 y obtuvo la medalla de oro en los Juegos Suramericanos de 2014. Además en cuatro oportunidades ha obtenido el Campeonato Nacional, Ruta, Elite y en dos oportunidades el Tour de l'Amitié de Tahiti.

## Palmarés
1994
- 3.º en los Juegos Odesur de Valencia

1997
- 2 etapas de la Clásica Regatas Lima
- 3.º en el Campeonato de Chile en Ruta

1998
- Campeonato Sudamericano de Ruta
- 1 etapa de la Vuelta Ciclista de Chile

1999
- 3.º en el Campeonato de Chile en Ruta

2000
- 2.º en el Campeonato de Chile en Ruta

2002
- 1 etapa de la Vuelta Ciclista de Chile (Cañete)

2003
- Campeonato de Chile en Ruta

2004
- 3.º en el Campeonato de Chile en Ruta

2006
- 1 etapa de la Vuelta Ciclista Líder al Sur (Máfil)
- Campeonato de Chile en Ruta
- 1 etapa en la Vuelta a Sucre (Carúpano)

2007
- 1 etapa en la Ascensión a los Nevados de Chillán
- Campeonato de Chile en Ruta
- 1 etapa de la Vuelta Ciclista Líder al Sur (Máfil)

2008
- 2.º en el Campeonato de Chile en Ruta

2009
- 2.º en los Juegos del Alba, Ruta, La Habana
- Tour de l'Amitié de Tahiti, más 1 etapa (Taiarapu)

2010
- 3.º en la Vuelta de la Leche
- 1 etapa de la Ascensión a los Nevados de Chillán (Quinchamalí)
- Tour de l'Amitié de Tahiti, más 4 etapas (Bora Bora, Raiatea, Faa'a y Moorea)

2011
- Vuelta Ciclista de Chile, más clasificación de la montaña
- Campeonato de Chile Contrarreloj
- Campeonato de Chile en Ruta
- 2.º en el Campeonato Panamericano en Ruta
- Clásica Internacional Ciudad Heroica de Tacna
- Vuelta Chihuahua Internacional

2012
- 3.º en la Vuelta Ciclista de Chile, más 1 etapa (Coquimbo), más clasificación de la montaña
- 1 etapa de la Vuelta a Costa Rica

2013
- 2.º en Juegos Bolivarianos en Ruta

2014
- Medalla de oro en los Juegos Suramericanos de 2014

## Equipos
- Lider.
- TBanc Skechers (2010)
- Clos de Pirque (2011)